# منتدى كيا
منتدى كيا (بالإنجليزية: Kia Forum)‏ سابقا ذا فورم (بالإنجليزية: the Forum)‏ هي ساحة داخلية متعددة الأغراض في إنغليووود، كاليفورنيا، الولايات المتحدة، بجوار لوس أنجلوس.